# Algues brunes
Les algues brunes, algues marrons o feòfits (Phaeophyceae) són una classe d'algues que es distingeixen bé de la resta d'algues pel seu color, sempre dins una gamma de bruns, des del daurat fins al negre. Són plantes no vasculars, fotosintètiques amb clorofil·la a i c (mai b), acompanyades de carotens i xantofil·les; una d'elles, la fucoxantina, és la responsable del color bru. Com a substàncies de reserva tenen un polisacàrid, manitol (un sucre-alcohol) i oli. Algunes d'elles són comestibles.
Són un grup d'algues freqüents en els mars boreals o freds, com ara l'Atlàntic, on s'han adaptat preferentment a la zona intermareal. A la Mediterrània, els feòfits no tenen l'exuberància dels atlàntics, però es poden trobar des de la superfície fins a les màximes fondàries compatibles amb la vida vegetal. Alguns exemples d'algues brunes són Fucus, Undaria i Sargassum fusiforme.

## Classificació
Aquesta és la llista dels ordres dins la classe Phaeophyceae:
- Ascoseirales Petrov
- Cutleriales Oltmanns
- Desmarestiales Setchell & Gardner
- Dictyotales Kjellman
- Discosporangiales
- Ectocarpales Setchell & Gardner
- Fucales Kylin
- Ishigeales G. Y. Cho & Boo
- Laminariales Migula
- Nemodermatales M. Parente, R. L. Fletcher, F. Rousseau & N. Phillips
- Onslowiales Draisma & Prud'homme van Reine ex Phillips et al.
- Ralfsiales Nakamura
- Scytosiphonales Feldmann
- Scytothamnales A. F. Peters & M. N. Clayton
- Sphacelariales Migula
- Sporochnales Sauvageau
- Syringodermatales E. C. Henry
- Tilopteridales Bessey